# Mickey (film fra 1918)
Mickey er en amerikansk stumfilm fra 1918 af F. Richard Jones og James Young.

## Medvirkende
- Mabel Normand - Mickey
- George Nichols - Joe Meadows
- Wheeler Oakman - Herbert Thornhill
- Minta Durfee - Elsie Drake
- Laura La Varnie - Geoffrey Drake